# Brudelys-familien
Brudelys-familien (Butomaceae) er en monotypisk familie med én slægt og én art, der er udbredt i Europa, Nordafrika, Mellemøsten og Centralasien. Det er urteagtige vandplanter, der kan kendes på deres lange, smalle blade med trekantet tværsnit og på de skærmagtige, endestillede blomsterstande. Blomsterne er tretallige og lyserøde. Frugterne er bælgkapsler.
| Slægter |

- Brudelys-slægten (Butomus)